# Megachile simillima
Megachile simillima är en biart som beskrevs av Smith 1853. Megachile simillima ingår i släktet tapetserarbin, och familjen buksamlarbin. Inga underarter finns listade i Catalogue of Life.